# Regiones económicas de Rusia

Cáucaso Septentrional
Centro
Chernozem Central
Extremo Oriente
Norte
Noroeste
Siberia Oriental
Siberia Occidental
Ural
Volga
Volgo-Viatski
Kaliningrado

Rusia se divide en doce regiones económicas (en ruso: экономи́ческие райо́ны, sing. экономи́ческий райо́н; transliteración: ekonomícheskiye raiony, sing. ekonomícheski raión), grupos de unidades administrativas cuyas haciendas populares, es decir, economías tienen lazos económicas particulares.

## Lista de las regiones económicas
- Cáucaso Septentrional
- Centro
- Chernozem Central
- Extremo Oriente
- Kaliningrado
- Norte
- Noroeste
- Siberia Oriental
- Siberia Occidental
- Ural
- Volga
- Volgo-Viatski

## Composición
- Región económica del Centro (ruso: Центральный экономический район; tr. Centralny ekonomícheski raión)

1. Óblast de Briansk
2. Óblast de Ivánovo
3. Óblast de Kaluga
4. Óblast de Kostromá
5. Ciudad federal de Moscú
6. Óblast de Moscú
7. Óblast de Oriol
8. Óblast de Riazán
9. Óblast de Smolensk u óblast de Smolensko
10. Óblast de Tula
11. Óblast de Tver
12. Óblast de Vladímir
13. Óblast de Yaroslavl

- Región económica del Ural (ruso: Уральский экономический район; tr: Uralski ekonomícheski raión)

1. República de Bashkiria
2. Óblast de Cheliábinsk
3. Óblast de Kurgán
4. Óblast de Oremburgo
5. Krai de Perm
6. Óblast de Sverdlovsk
7. República de Udmurtia

- Región económica del Cáucaso Septentrional (ruso: Северо-Кавказский экономический район; tr: Sévero-Kavkazski ekonomícheski raión)

1. República de Adiguesia
2. República de Chechenia
3. República de Daguestán
4. República de Ingusetia
5. República de Kabardino-Balkaria
6. República de Karacháevo-Cherkesia
7. Krai de Krasnodar
8. República de Osetia del Norte - Alania
9. Óblast de Rostov
10. Krai de Stávropol

- Región económica del Volga (ruso: Поволжский экономический район; tr.: Povolzhski ekonomícheski raión)

1. Óblast de Astracán
2. República de Kalmukia
3. Óblast de Penza
4. Óblast de Samara
5. Óblast de Sarátov
6. República de Tartaristán
7. Óblast de Uliánovsk
8. Óblast de Volgogrado

- Región económica de Siberia Occidental (ruso: Западно-Сибирский экономический район; tr; Západno-Sibirski ekonomícheski raión)

1. Krai de Altái
2. República de Altái
3. Óblast de Kémerovo
4. Distrito autónomo de Janti-Mansi
5. Óblast de Novosibirsk
6. Óblast de Tomsk
7. Óblast de Tiumén
8. Distrito autónomo de Yamalia-Nenetsia

- Región económica de Siberia Oriental (ruso: Восточно-Сибирский экономический район; tr: Vostochno-Sibirski ekonomícheski raión)

1. República de Buriatia
2. Krai de Transbaikalia
3. Óblast de Irkutsk
4. República de Jakasia
5. Krai de Krasnoyarsk
6. República de Tuvá

- Región económica Volgo-Viatski (ruso: Волго-Вятский экономический район; tr: Volgo-Viatski ekonomícheski raión)

1. República de Chuvasia
2. Óblast de Kírov
3. República de Mari-El
4. República de Mordovia
5. Óblast de Nizhni Nóvgorod

- Región económica de Noroeste (ruso: Северо-Западный экономический район; tr.: Sévero-Západny ekonomícheski raión)

1. Óblast de Leningrado
2. Óblast de Nóvgorod
3. Óblast de Pskov
4. Ciudad federal de San Petersburgo
5. Óblast de Kaliningrado (forma parte de la región económica del Noroeste y es una zona económica especial)

- Región económica del Chernozem Central (ruso: Центрально-Чернозёмный экономический район); tr.: Tsentralno-Chernozemny ekonomícheski raión)

1. Óblast de Belgorod
2. Óblast de Kursk
3. Óblast de Lípetsk
4. Óblast de Tambov
5. Óblast de Vorónezh

- Región económica de Extremo Oriente (ruso: Дальневосточный экономический район; tr.: Dalnevostochny ekonomícheski raión)

1. Óblast de Amur
2. Distrito autónomo de Chukotka
3. Óblast autónomo Hebreo
4. Krai de Kamchatka
5. Krai de Jabárovsk
6. Óblast de Magadán
7. Krai de Primorie
8. República de Sajá
9. Óblast de Sajalín

- Región económica del Norte (ruso: Северный экономический район; tr.: Séverny ekonomícheski raión)

1. Óblast de Arjánguelsk
2. República de Carelia
3. República Komi
4. Óblast de Múrmansk
5. Distrito autónomo de Nenetsia
6. Óblast de Vólogda

- Datos: Q565410
- Multimedia: Economic regions of Russia / Q565410